# Gudivada (Visakhapatnam)
Gudivada è una suddivisione dell'India, classificata come census town, di 7.107 abitanti, situata nel distretto di Visakhapatnam, nello stato federato dell'Andhra Pradesh. In base al numero di abitanti la città rientra nella classe V (da 5.000 a 9.999 persone).

## Società

### Evoluzione demografica
Al censimento del 2001 la popolazione di Gudivada assommava a 7.107 persone, delle quali 3.760 maschi e 3.347 femmine. I bambini di età inferiore o uguale ai sei anni assommavano a 922, dei quali 470 maschi e 452 femmine. Infine, coloro che erano in grado di saper almeno leggere e scrivere erano 4.573, dei quali 2.778 maschi e 1.795 femmine.